# Deux Doigts sur la gâchette
Pour plus de détails, voir Fiche technique et Distribution.
Deux Doigts sur la gâchette (Gunmen) ou Tueurs d'élite (au Québec) est un film policier américain réalisé par Deran Sarafian, sortie le 4 février 1994 aux États-Unis et le 27 avril 1994 en France.

## Synopsis
Carl, le frère de Dani (Christopher Lambert) a caché 400 millions de dollars dans un bateau quelque part en Amérique du Sud. Ce magot appartient à Peter Loomis (Patrick Stewart) qui envoie Armor O'Malley (Denis Leary) pour trouver le bateau. Dani, qui est en prison,  connaît le lieu où se trouve le bateau mais pas son nom.
Le détective Cole Parker (Mario Van Peebles), qui connaît le nom du bateau mais pas le lieu, fait évader Dani.
Ils feront équipe ensemble pour retrouver le bateau avant les hommes de mains de Loomis.

## Fiche technique
- Titre : Deux Doigts sur la gâchette
- Titre original : Gunmen
- Réalisation : Deran Sarafian
- Scénario : Stephen Sommers
- Musique : John Debney
- Photographie : Hiro Narita
- Montage : Bonnie Koehler
- Production : John Davis, John Flock et Laurence Mark (en)
- Société de production : Davis Entertainment, Laurence Mark Productions et Gray Gunman Productions
- Société de distribution : Columbia TriStar Films (France) et Dimension Films (États-Unis)
- Pays de production :  États-Unis
- Genre : Action, comédie et thriller
- Durée : 94 minutes
- Dates de sortie : 
  - Hongrie : 21 mai 1993
  - États-Unis : 4 février 1994
  - France : 27 avril 1994

## Distribution
- Mario Van Peebles (VF : Jean-Louis Faure) : Cole Parker
- Christophe Lambert (VF : Lui-même) : Dani
- Denis Leary (VF : Hervé Jolly) : Armor O'Malley
- Kadeem Hardison (VF : Bruno Dubernat) : Izzy
- Patrick Stewart (VF : Georges Berthomieu) : Peter Loomis
- Sally Kirkland (VF : Véronique Augereau) : Bennett
- Richard C. Sarafian (VF : William Sabatier) : Chef Chavez
- Robert Harper (VF : Jean-Pierre Leroux) : Rance
- Humberto Elizondo (VF : Gérard Hernandez) : Guzman

## Problèmes du DVD
Aux États-Unis, le film est disponible uniquement dans le format 1,33 au lieu de son format 2,35. En France, le film est toujours inédit en DVD. Disponible uniquement en VHS.